# 1568 en musique classique
| \| • Retour à la chronologie générale de la musique classique • \| |
| Grèce • Rome • Haut Moyen Âge • VIIIe siècle • IXe siècle • Xe siècle • XIe siècle XIIe siècle • XIIIe siècle • XIVe siècle • XVe siècle • XVIe siècle • XVIIe siècle XVIIIe siècle • XIXe siècle • XXe siècle • XXIe siècle |
| • Retour à la chronologie générale de la musique classique • |

| Années en musique classique : 1565 - 1566 - 1567 - 1568 - 1569 - 1570 - 1571    |
| Décennies en musique classique : 1530 - 1540 - 1550 - 1560 - 1570 - 1580 - 1590 |

## Œuvres
- Chansons, madrigales et motetz à quatre, cinq & six parties, de Noé Faignient.
- Nova longeque elegantissima cithara ludenda carmina, de Sebastiaen Vredeman.
- Psalmen Dauid, de Cornelis Boscoop.

## Naissances

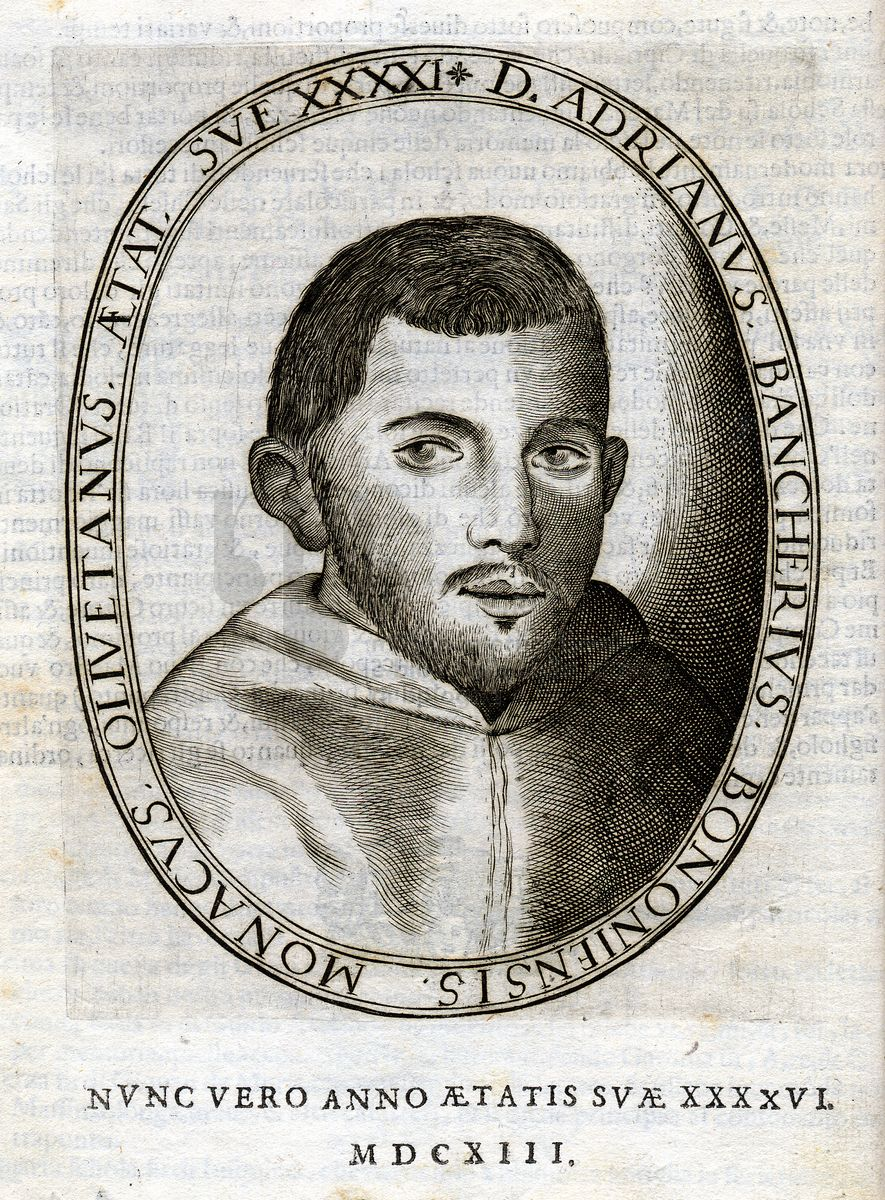
Adriano Banchieri

- 17 avril : Christophe Thomas Walliser, compositeur, chef d'orchestre et professeur de musique strasbourgeois († 26 avril 1648).
- 3 septembre : Adriano Banchieri, compositeur italien († 1634).

Date indéterminée :
- René Mézangeau, luthiste et compositeur français († 1638).
- Philip Rosseter, luthiste, compositeur et directeur de théâtre anglais († 5 mai 1623).

## Décès
- 14 octobre : Jacques Arcadelt, compositeur franco-flamand (° 10 août 1507).
- 12 novembre : Georg Forster, compositeur et éditeur de musique allemand (° vers 1510).